# Mojdrean
Mojdreanul (Fraxinus ornus), numit și frasin de munte sau frasin negru, este un arbore din familia oleaceelor (Oleaceae), înalt până la 10–12 m, cu frunze compuse și flori albe dispuse în panicule terminale, dese. Crește în țările mediteraneene și în regiunile sudice ale României.

## Areal
Este o specie caracteristică pentru sudul Europei. Crește în sud-Estul Europei: Albania, Bulgaria, fosta Iugoslavie, Grecia, Italia (inclusiv Sicilia), România; sud-vestul Europei: Franța (inclusiv Corsica), Spania; Europa Centrală: Austria, Cehia, Slovacia, Ungaria, Elveția și sud-vestul Asiei: Liban, Siria, Turcia.

## Arealul din România
În România se întâlnește în regiunile sudice pe un areal restrâns la pădurile de deal și câmpie, de-a lungul văii Mureșului, de la Lipova până la Gura Arieșului, Munții Poiana Ruscă, Banat de-a lungul Dunării, Platoul Mehedințiului, Defileul Oltului, Teleajen, Buzău, Dobrogea.

## Habitat
Mojdreanul este o specie termofilă și intră în compoziția șleaurilor; arborete pure realizează numai în pădurile degradate. Crește spontan în pădurile de stejar până în etajul fagului, pe un substrat pietros, calcaros.

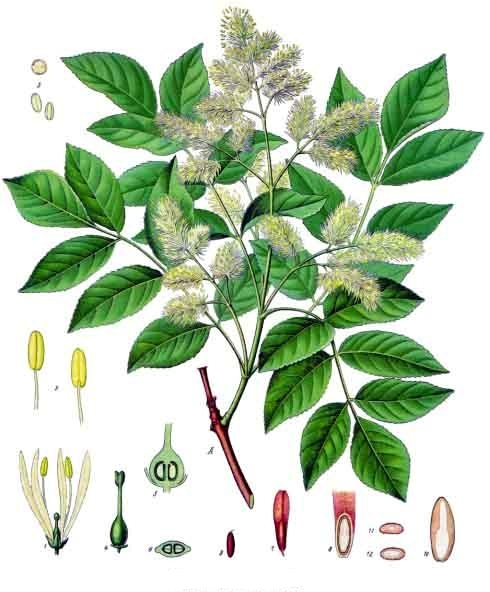

## Descriere
Are înălțime mică (10–12 m),  rar poate ajunge la 20 metri înălțime.  Tulpina are 20–60 cm în diametru.
Are o tulpina strâmbă cu scoarță cenușie și netedă. Lujerii sunt verde-cenușii și mugurii cenușii, tomentoși.
Frunzele sunt mari (15–20 cm), imparipenat-compuse (5-9 foliole), eliptice, acuminate, fin serate și scurt pețiolate. Pe față frunzele sunt verde-întunecate, glabre, pe dos verde-palide, iar pe nervura mediană sunt ruginiu pubescente.
Înflorește în lunile aprilie și mai după înfrunzire. Polenizarea este entomofilă. Florile (caliciul) sunt alb-gălbui, mirositoare, dispuse în panicule terminale, cu periant dublu.
Fructele sunt samare, oblongi, cu aripa scurtă.

## Importanță
Lemnul este fără valoare. Se cultivă și în scop ornamental. Fiind specie termofilă este folosit la plantații pe terenuri degradate, în stațiuni calde și uscate.

## Întrebuințări în medicină populară
În medicină populară se folosește sucul care se obține prin crestarea scoarței copacilor tineri. Sucul cunoscut sub numele de mannă conține polizaharide, rezină, manită, rășină, cumarină. El este conservat, uscându-se în condiții naturale. Sucul de mojdrean este folosit în tratamentul constipațiilor, inclusiv și la copii, fiind un purgativ ușor de administrat și bine suportat. Scoarța mojdreanului conține fraxină, o glicozidă care are proprietăți diuretice, stimulând eliminarea acidului uric. Frunzele de mojdrean sunt folosite în gută, reumatism și ca laxativ.